# Katja Riem

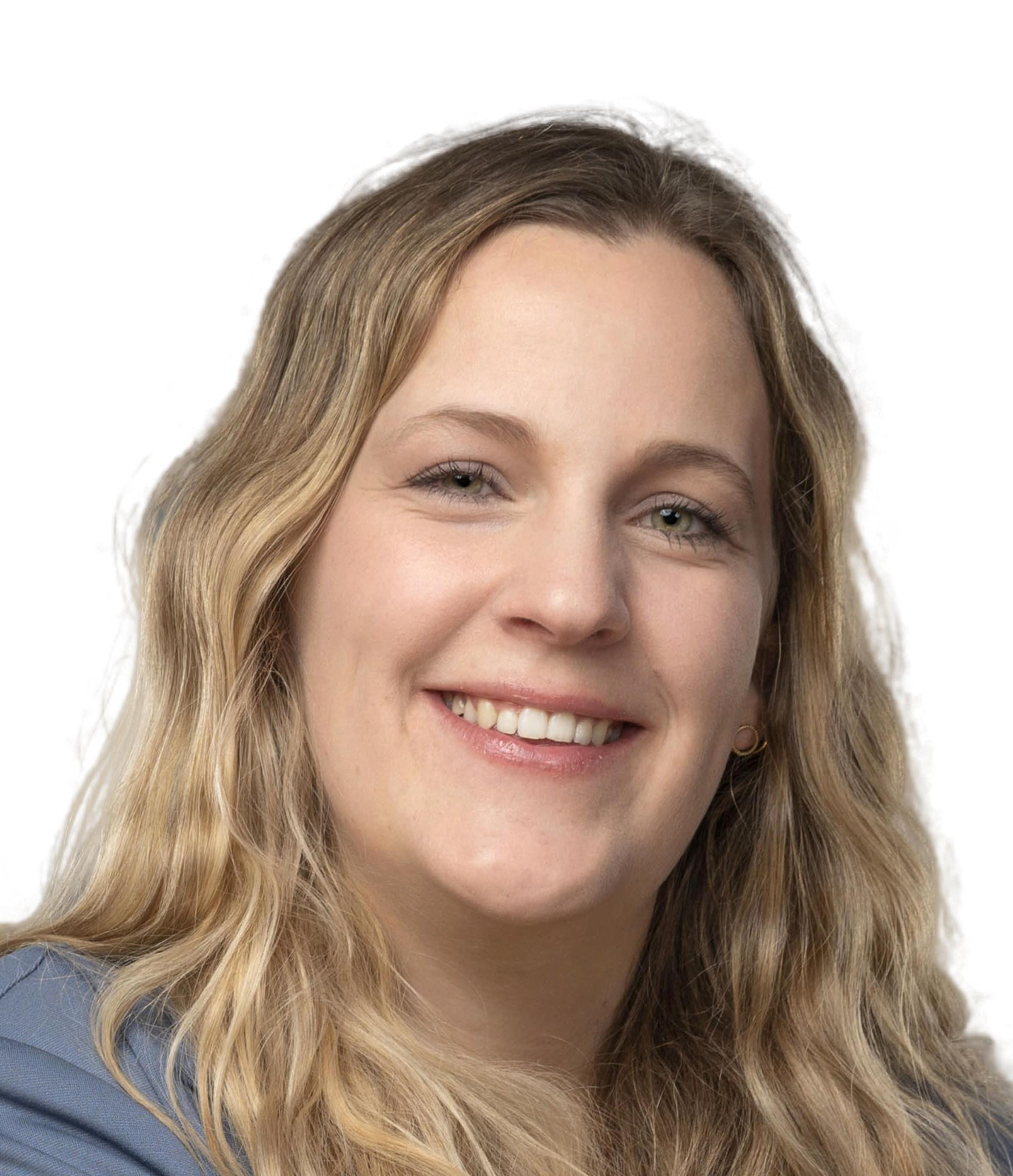
Katja Riem

Katja Riem (* 26. Dezember 1996 in Oberdiessbach; heimatberechtigt in Kirchdorf BE) ist eine Schweizer Politikerin (SVP) und seit 2023 Nationalrätin.

## Politik
Mit 14 Jahren begann Riem, sich bei der Jungen SVP zu engagieren. Von September 2021 bis November 2023 politisierte sie für die SVP im Grossen Rat des Kantons Bern. Gewählt wurde sie im Wahlkreis Mittelland-Süd, wo bei den Grossratswahlen im Jahr 2022 niemand so viele Stimmen erzielte wie sie. Sie sass ab 2022 in der Bau-Verkehrs-Energie- und Landwirtschaftskommission (Bak), zuvor von 2021 bis 2022 in der Kommission für Staatspolitik und Aussenbeziehungen. Ihren Schwerpunkt legte sie laut eigenen Angaben auf Agrarpolitik, Energieversorgung und Raumplanung. Sie hat als Grossrätin unter anderem Vorstösse zur politischen Partizipation von Jugendlichen oder zum Ausbau der A1 zwischen Bern-Wankdorf und Grauholz eingereicht.
Für den Nationalratswahlkampf 2023 hat Riem 95'000 Franken investiert, sie wurde gewählt und war zu Beginn der 52. Legislaturperiode 2023–2026 die jüngste Vertreterin im Nationalrat. Sie ist Mitglied der Kommission für Wissenschaft, Bildung und Kultur.

## Positionen
Riem gehört u. a. der sogenannten Pestizid-Lobby an, welche das Gewässerschutzgesetz lockern will.

## Privates und Beruf
Riem hat die Matura am Gymnasium Kirchenfeld in Bern abgeschlossen. Danach absolvierte sie eine Berufslehre als Winzerin und eine Lehre als Landwirtin EWZ. Anschliessend erwarb sie an der Berner Fachhochschule in Zollikofen 2021 den Bachelor in Agrarwissenschaften. Sie arbeitet im Unternehmen ihrer Familie, der Weinkellerei Riem, Daepp & Co. Dem Unternehmen ist ein Landwirtschaftsbetrieb mit Ackerbau und Schweinemast angeschlossen. Sie lebt in Kiesen im Kanton Bern. Sie ist eine Ur-Ur-Ur-Ur-Enkelin von Gottlieb Riem, welcher ebenfalls dem Nationalrat angehörte.